# Superman - Ride of Steel (Six Flags America)
Ne doit pas être confondu avec Superman - Ride of Steel (Six Flags New England).
Superman - Ride of Steel, est un parcours de méga montagnes russes du parc Six Flags America, situé à Largo, près de Washington, au sud de Baltimore, dans le Maryland, aux États-Unis.

## Statistiques
- Trains : 2 trains de 8 wagons. Les passagers son placés par deux en deux rangées pour un total de 32 passagers par train.

## Galerie

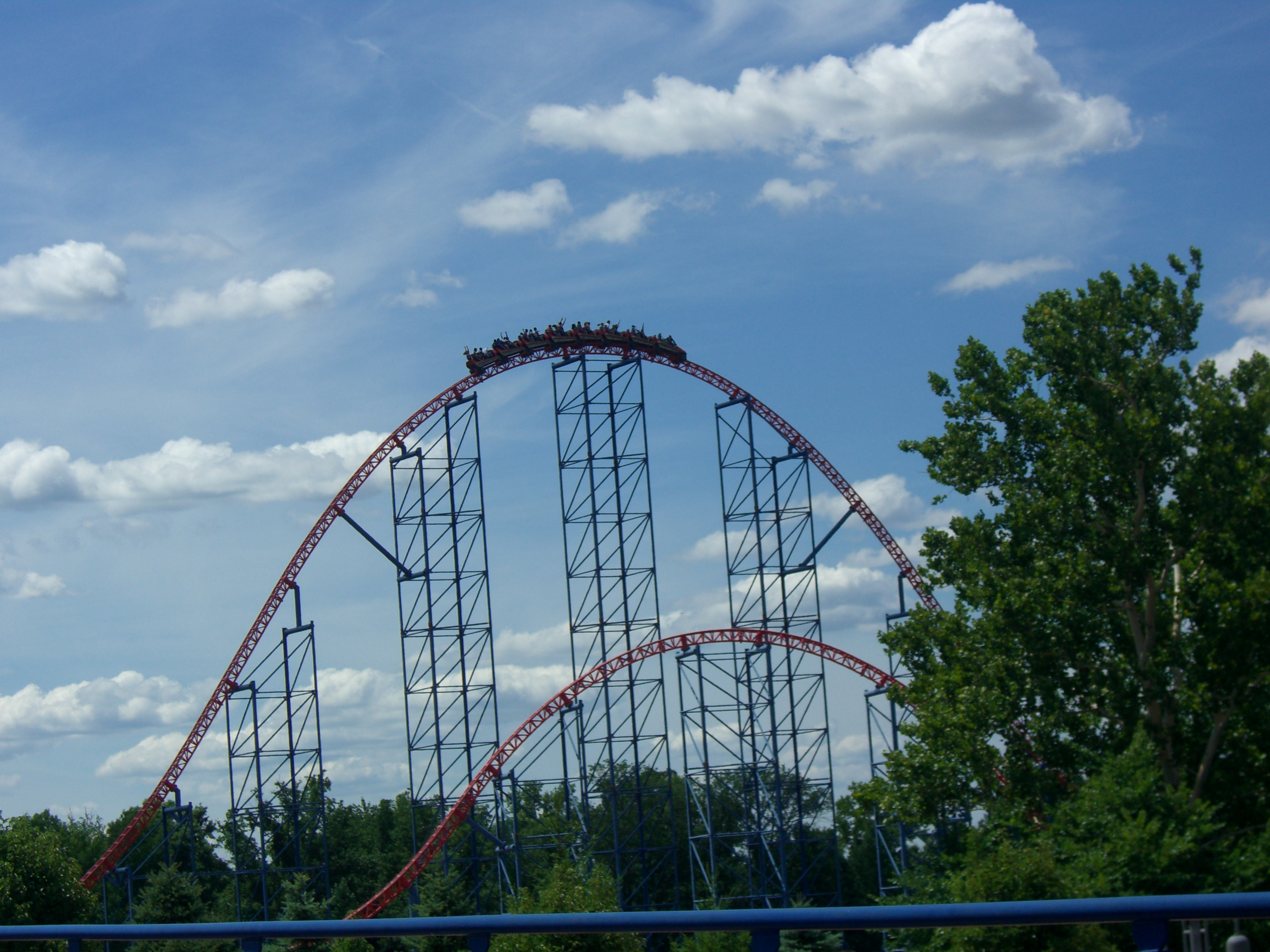
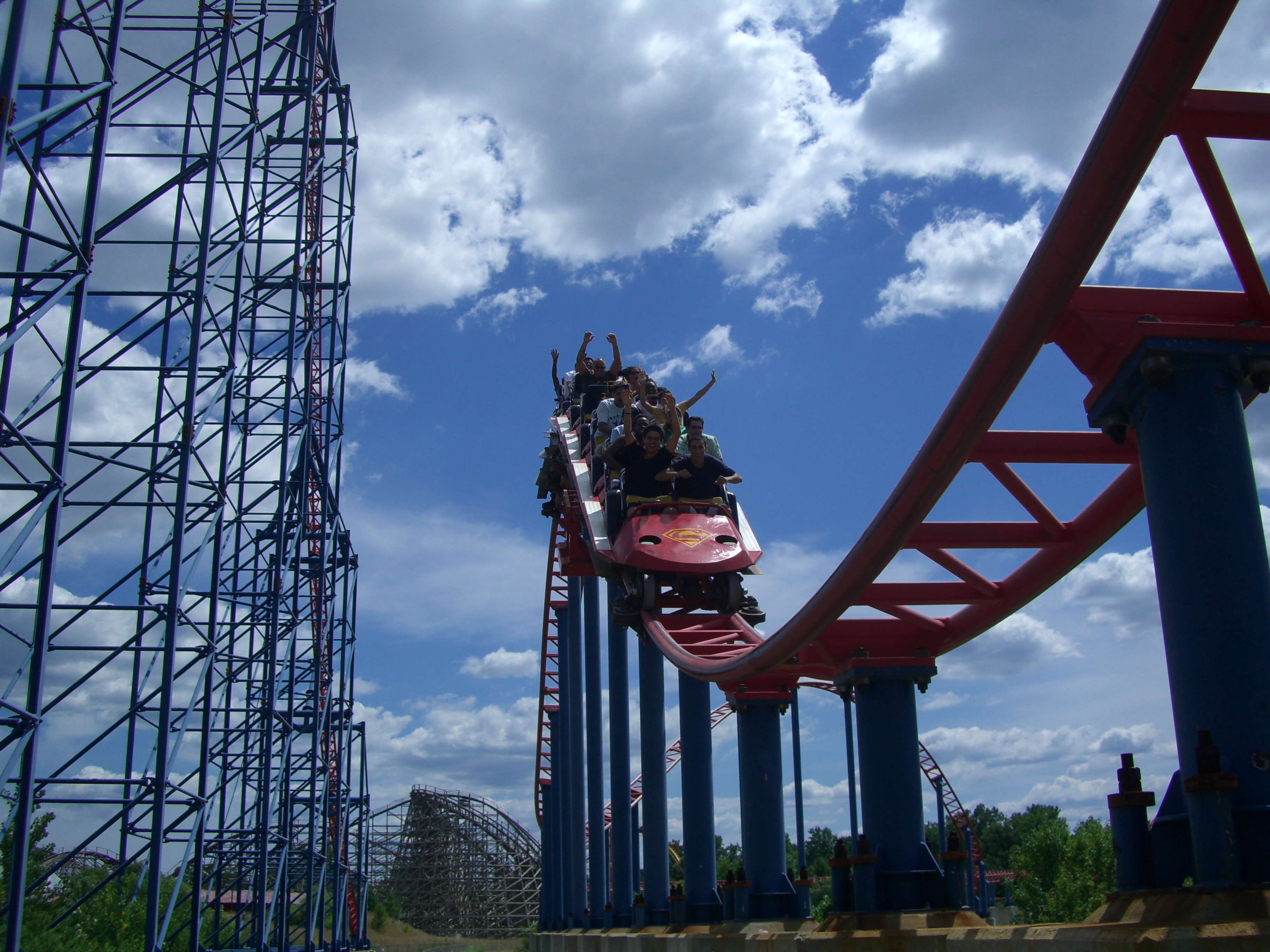